# نيك هنري
نيك هنري (بالإنجليزية: Nick Henry)‏ (21 فبراير 1969 بليفربول في المملكة المتحدة - ) هو مدرب كرة قدم ولاعب كرة قدم بريطاني في مركز الوسط. لعب مع أولدهام أثلتيك وشيفيلد يونايتد ونادي ترانمير روفرز لكرة القدم ونادي والسول ونادي سكاربورو.

## وصلات خارجية
- نيك هنري على موقع قاعدة بيانات كرة القدم.إي يو (الإنجليزية)
- نيك هنري على موقع Soccerbase.com (لاعب) (الإنجليزية)
- نيك هنري على موقع عالم كرة القدم.نت (الإنجليزية)